# Archidiecezja Dar-es-Salaam
Archidiecezja Dar-es-Salaam – diecezja rzymskokatolicka  w Tanzanii. Powstała w 1887 jako prefektura apostolska Południowego Zanguebaru. W 1902 promowana do rangi apostolskiego wikariatu (od 1906 pod nazwą Dar-es-Salaam). Archidiecezja od 1953.

## Biskupi diecezjalni
- Bonifatius Fleschutz OSB (1887 – 1891)
- Maurus Hartmann OSB (1894 – 1902)
- Cassian Spiß OSB (1902 – 1905)
- Thomas Spreiter OSB (1906 – 1920)
- Joseph Gabriel Zelger OFMCap (1923 – 1929)
- Edgard Aristide Maranta OFMCap (1930 – 1968)
- kard. Laurean Rugambwa (1968 – 1992)
- kard. Polycarp Pengo (1992 – 2019)
- Jude Thadaeus Ruwa’ichi (od 2019)